# Eva von Radecki
Eva Louise von Radecki (* 5. Novemberjul. / 17. November 1884greg. in Riga; † 10. Juli 1920 in Jerven/Järvere, Estland) war eine deutsch-baltische Schriftstellerin.

## Leben
Sie war die zweite Tochter des aus älterer kurländischer Familie stammenden Rechtsanwalts in Riga und St. Petersburg Ottokar von Radecki (1854–1921) und dessen Ehefrau Alma Dorothea von Tideböhl (1855–1917). Einer ihrer Brüder war der Schriftsteller Sigismund von Radecki (1891–1970). Seit 1901 lebte die Familie in St. Petersburg, wo Eva eine Ausbildung bei einer Bildhauerin anfing, die sie jedoch aus gesundheitlichen Gründen nicht abschließen konnte. Im Frühjahr 1905 machte sie eine längere Reise nach Italien (Meran, Rom, Anacapri); schon bald danach zog die Familie nach Dorpat, wo auch anfänglich beide Brüder ein Studium begannen, das sie später in Freiberg/Sachsen fortsetzten. Zahlreiche, sehr persönliche Briefe, besonders ihres Bruders Sigismund, haben sich erhalten. 1912 erkrankte sie und wurde sehr bald bettlägerig. Durch Krieg und Revolution in Russland seit dem Herbst 1918 von ihrer Familie getrennt, lebte sie bis zu ihrem Tod bei ihrer Tante Josephine von Möller auf Jerven, einem Beigut von Sõmerpalu (Sommerpahlen). Sie wurde in Dorpat (Tartu) begraben.
Ihr Bruder Sigismund schrieb (Logbuch, S. 15): „Die Klage über ihr schweres Lebensschicksal, die sie den Menschen verschwieg, ließ sie in ihren Gedichten ausströmen“:

„Was hab ich nur getan, / daß ich, fast noch ein Kind, / soll wissen gnadenlos / was Menschentränen sind.“

## Literarisches Werk
Ein frühes und erstaunlich breites Lese- und Lernpensum regte sie an zu eigenen privaten Schreibversuchen für Familie und Freundinnen (z. B. 1899 Ritterdrama Röschen von Siebeneichen). Ihre breite künstlerische Orientierung und geistige Entwicklung wird in vielen Einzelheiten im Briefwechsel (1909–1920) mit ihrem Bruder Sigismund und ihrem Tagebuch (Das Logbuch: November 1915 bis September 1919) erkennbar.
Erstmals konnte sie 1906 ein Gedicht (Aprilnacht) veröffentlichen. Wenig später, etwa um 1907, beendete sie die Arbeit am Krippenreiter; vorausgegangen waren intensive Studien für eine Biographie des livländischen Politikers Johann Reinhold von Patkul (1660–1707). 1914 bis 1916 führte sie neben ihrem Tagebuch eine Anthologie von ausgewählten Gedichten. Neben bekannten Klassikern und Bibelzitaten fallen besonders Zeilen aus „modernen“ Autoren auf: am markantesten An Gott (Else Lasker-Schüler), Peter Hille und mehrere Verse aus Walt Whitmans Grashalme (Leaves of grass); es erstaunt, dass nicht ein einziger russischer Autor vertreten ist.
Spätestens seit Frühsommer 1918 plante der Würtz-Verlag (Berlin und Riga) eine auf mindestens fünf Bände ausgelegte Reihe Baltische Erzähler; die Verlagsauswahl lässt gut ihre damalige literarische Position erkennen: Carl Worms, Mia Munier-Wroblewski, Theodor Pantenius, Frances Külpe, Eduard von Keyserlingk. Zum 3. Band Auswahl meiner Werke vermerkte Eva in ihrem Logbuch: „6. Juni 1918: [erhielt ich] einen Brief [von] Herr Oberleutnant Mathar und Herr Leutnant Teichert. Dazu wünscht man eine Lebensbeschreibung von der Hand der Dichter selbst, dazu ein Bild.“ (Logbuch, S. 469). Das überraschende Projekt machte Fortschritte, ihr Bruder Sigismund teilte ihr am 12. Dezember 1918 mit: „Dein Band Baltische Erzähler ist in einem Würtz-Buche am Ende des Bandes schon gedruckt angezeigt; Eva von Radecki usw. erscheint Weihnachten.“ (Familienbriefe, S. 215). - In einer Verlagsankündigung heißt es: „Weitere Bände (darunter Evas Erzählungen) befinden sich z.Z. in Vorbereitung“. Alles ging jedoch in den Umwälzungen in Riga und Berlin unter.

Krippenreiter 1934

## Veröffentlichungen
- Aprilnacht. (Gedicht.) In: Westermanns illustrierte deutsche Monatshefte 100 (1906), S. 250.
- Krippenreiter. (Novelle.) In: Deutsche Monatsschrift für Russland Heft 7 (1913), S. 626–641, und Heft 8 (1913), S. 734–738. – Erneut als: Der Krippenreiter in: Hellmuth Krüger (Hrsg.): Die Baltischen Provinzen. Bd. 2: Novellen und Dramen. Felix Lehmann, Berlin 1916, S. 77–118. – Erneut als: Der Krippenreiter. Novelle von Eva von Radecki. In: Grenz-Warte (Deutsch-Baltische Gesellschaft, Berlin), H. 4 v. 4.11.1917 (S. 30–32) bis H. 15 v. 20.1.1918, S. 119 f. – Erneut als: Krippenreiter. (= „Kleine baltische Bücherei“ 1.) J. G. Krüger, Tartu 1934 (66 S., mit Farbtafel von Roland Walter; veranlasst von Dorpater Freunden, u. a. Margarethe „Kitta“ Walter, der Schwester des Malers Roland Walter).
- Die Geliebte. (Erzählung.) In: Velhagen und Klasings Monatshefte, Jahrgang 35 (1920/21), Teil 1.
- In hellen Nächten. (Miniatur.) In: Unterhaltungs-Beilage der „Rigaschen Rundschau“ Nr. 24 vom 18. Juni 1927 (Digitalisat in der LNB); ebenso in: Rhein- und Ruhrzeitung v.18.1.1928.
- Der begrabene Esel. (Erzählung.) In: Velhagen und Klasings Monatshefte, Jahrgang 36 (1921/22), Teil 2, S. 389–404. – Erneut 1951 in: Neue Zürcher Zeitung (Nr. 1954 ff.).
- Wie so manche sternenhelle Nacht. (Gedicht.) In: Werner Bergengruen (Hrsg.): Baltisches Dichterbrevier. Neuner, Berlin und Leipzig 1924, S. 82 (u. a. mit ihrem Bruder Sigismund sowie den befreundeten Reinhold von Walter und Hellmuth Krüger).
- Der begrabene Esel. – Das Logbuch. Mit einer Einleitung von Sigismund von Radecki. Burges, Köln 1959. 543 S. (Herausgegeben vermutlich anlässlich des 75. Geburtstags der Autorin.) – Enthält die Gedichte Aprilnacht (S. 35), An den Wind (S. 36), Im Herbst (S. 37), Nach dem Kampf (S. 38), Lied der armen Berthe (S. 39), Wie so manche sternenhelle Nächte (S. 40) sowie die Erzählungen Der begrabene Esel (S. 43 ff.), Die Geliebte (S. 80 ff.), In hellen Nächten (S. 112 ff.), Arge und Helge (S. 116 ff.), Krippenreiter (S. 155 ff.) und  Das Logbuch (S. 205–540).

### Verschollenes Werk
- Saul. (Biblisches Drama in der Art von Thomas Carlyles On Heroes and Hero Worship; Im Sommer 1918 in Arbeit.)